# San Joaquín (Venezuela)
San Joaquín é uma cidade venezuelana, capital do município de San Joaquín.